# Берёза виргинская
Берёза вирги́нская (лат. Bétula uber) — вид растений рода Берёза (Betula) семейства Берёзовые (Betulaceae). Является эндемиком штата Виргиния (округ Смит). Находится под угрозой исчезновения.
Впервые берёза виргинская была обнаружена в 1914 году и до 1975 года считалась вымершим видом. Долгое время её относили к разновидности берёзы вишнёвой, однако, начиная с 1945 года, она была выделена в отдельный вид.

## Ботаническое описание
Листопадное дерево высотой 10—15 метров с компактной кроной. Диаметр ствола может достигать 80 сантиметров.
Листья круглые или слегка овальные, длиной 5 сантиметров. Серёжки имеют длину 2,8 сантиметра и содержат крошечные семянки, чей размер не превышает 2 миллиметра.
Размножается семенами и опыляется ветром.
Продолжительность жизни составляет 50 лет.

## Распространение
Соединённые Штаты Америки, штат Виргиния, округ Смит. Предпринимаются попытки интродукции, в частности, на территории России.

## Галерея
|                                       |  |  |
| Слева направо: веточка; листья; крона |  |  |